# وزارة التربية والتعليم
وزارة التربية والتعليم، هي وزارة حكومية تهتم بتربية المواطنين عن طريق إنشاء المؤسسات التعليمية: مدارس إعداديات ثانويات جامعات ومعاهد.
دورها تحديد الغايات التربوية الكبرى التي تمثل المجتمع وتكون نتيجة لفلسفة تربوية معينة، ومراقبة العملية التربوية والعملية التعليمية والتعلمية عن طريق تكوين المدرسين والإداريين والباحثين التربويين وكل من له علاقة. وأيضا تحديد المقررات الدراسية.